# Simpson Horror Show IX
Le Simpson Horror Show IX (France) ou Spécial d'Halloween IX (Québec) (Treehouse of Horror IX) est le 4e épisode de la saison 10 de la série télévisée d'animation Les Simpson.

## Synopsis

### La Moumoute tueuse
Condamné à mort pour avoir fumé dans le mini-marché Le Crotale se fait arrêter par le chef Wiggum. Le Crotale menace alors de mort tous les témoins de son arrestation, c'est-à-dire Moe, Apu et Bart. Le criminel passe sur la chaise électrique...
Le docteur Nick Riviera, un charlatan, annonce à Homer qu'il a reçu une chevelure (qui se trouve être celle du Crotale) et qu'il va pouvoir lui faire une greffe. Homer accepte et se retrouve donc avec de magnifiques cheveux, mais ces derniers prennent possession de son cerveau et Homer, sous leur influence, tue Moe et Apu.
Bart s'inquiète de ces meurtres et Homer, pour le protéger, décide de barricader sa chambre ; mais une fois à l'intérieur, Homer essaie (toujours sous l'influence du Crotale) de tuer son fils. Finalement, après avoir pesé le pour et le contre, il s'arrache les cheveux. La « moumoute tueuse » essaie alors de tuer Bart, puis de s'enfuir en s'échappant par la fenêtre, mais est finalement tuée par le chef Wiggum, qui conclut en disant que cette histoire est vraiment « tirée par les cheveux » et Maggie la récupère comme doudou...